# Tomasz Wróbel
Tomasz Wróbel (ur. 10 lipca 1982 w Tarnowie) – polski piłkarz grający na pozycji prawego pomocnika, i trener. 

## Przebieg kariery
Karierę piłkarską rozpoczął w katowickim Rozwoju. W 2005 został piłkarzem Górnika Polkowice. Wiosną 2006 przeniósł się do pierwszoligowego GKS Bełchatów. W klubie tym rozegrał 203 oficjalne mecze i strzelił 21 bramek. Zdobył też wicemistrzostwo Polski (2007). W latach 2013–2014 występował w GKS Katowice.